# Billtalstadion
Le Billtalstadion est un stade de football allemand situé à Bergedorf, quartier sud est de l'arrondissement de Bergedorf de la ville de Hambourg.
Le stade, doté de 30 000 places et inauguré en 1950, sert d'enceinte aux équipes de football du BFSV Atlantik 97 et du TSG Bergedorf.

## Histoire
La construction du stade débute en 1949 pour s'achever un an plus tard en 1950. Il est au départ constitué d'un terrain de jeu de 70 x 105 mètres et d'une piste de cendre de 400 mètres de long, fait unique dans la ville de Hambourg pour l'époque. L'inauguration a finalement lieu le 2 septembre 1950 autour d'un grand festival qui dure pendant huit jours.
Le stade accueille au départ les matchs à domicile de l'équipe de l'ASV Bergedorf 85 dans les années 1950 et 1960.
En 1952, le HSV dispute un match amical contre l'équipe nationale indienne au Billtalstadion devant plus de 15 000 spectateurs, au cours duquel certains joueurs indiens jouent pieds nus sur le terrain de cendres. Après une avance indienne surprenante en première mi-temps, le HSV s'impose finalement 5-3.
Au début des années 1990, l'équipe de baseball des Marines de Hambourg utilise le terrain pour ses matchs à domicile, qui attirent jusqu'à 500 visiteurs.
Début 2005, il était prévu de jouer sur le terrain des matchs de football américain du club de des Hambourg Blue Devils. En collaboration avec l'Office des sports de Hambourg, l'équipe avait recherché un lieu approprié en fonction des exigences de l'association (stade avec au moins 10000 places assises et un système d'éclairage d'une intensité lumineuse d'au moins 900 lux). La coopération stipulait que les Blue Devils devaient rénover le Billtalstadion, construire des installations sanitaires et fournir des projecteurs, en partie à leurs frais et en partie financés par le district. En raison de plaintes massives de certains résidents contre ce projet, de circonstances financières non résolues et d'un risque excessif de litige, les Blue Devils annoncent finalement le 28 février 2005 la construction d'un nouveau stade de football dans le quartier d'Altona, l'eVendi Arena, et dit au revoir au projet de déménager au Billtalstadion.
Une rénovation majeure a lieu en 2009. Une pelouse synthétique y est installée, et les bancs, escaliers et projecteurs sont changés.

## Événements

### Matchs internationaux de football
| Date | Compétition  | Équipes            | Score | Affluence |
| ---- | ------------ | ------------------ | ----- | --------- |
| 1952 | Match amical | Hambourg SV — Inde | 5-3   | 15 000    |